# Miraculină

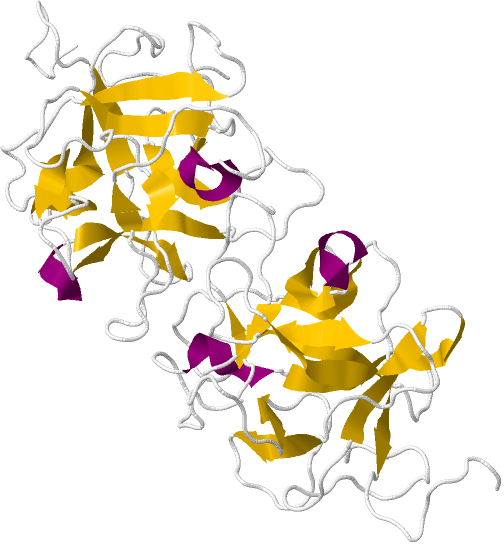
Structura miraculinei

Miraculina este o glicoproteină cu rol de potențiator de aromă. Este extrasă din fructele speciei Synsepalum dulcificum, care crește în Africa de Vest.